# Mar Vermelho
Mar Vermelho este un oraș în statul Alagoas (AL) din Brazilia.